# دائوا توره
دائوا توره (انگلیسی: Daouda Toure؛ زادهٔ ۳۰ آوریل ۲۰۰۰ در باماکو) بازیکن فوتبال در پست هافبک اهل مالی است.

## باشگاهی
از باشگاه‌هایی که در آن بازی کرده‌است می‌توان به باشگاه فوتبال پیونیک،  باشگاه فوتبال الظفره، باشگاه فوتبال العروبی امارات اشاره کرد.